# Mons-en-Pévèle

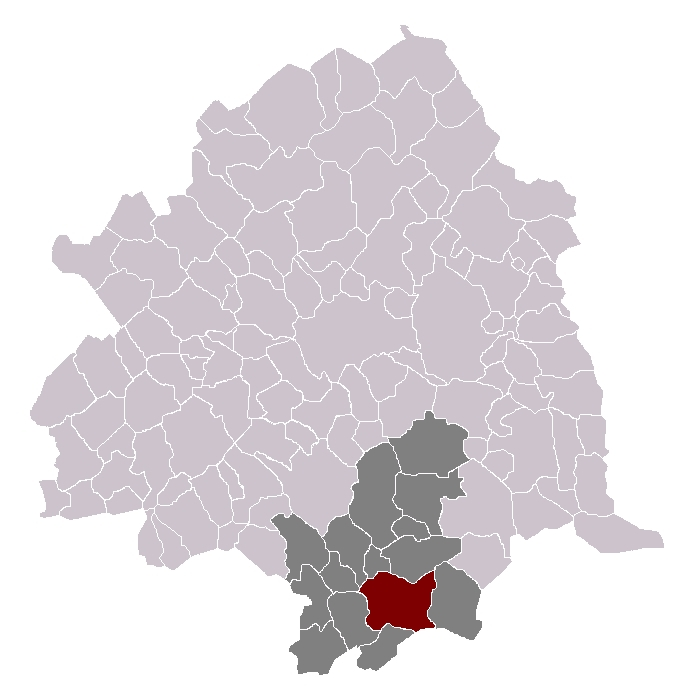
Ubicació de Mons-en-Pévèle dins del cantó i el districte

Mons-en-Pévèle (neerlandès Pevelenberg) és un municipi francès, situat a la regió dels Alts de França, al departament del Nord. L'any 2006 tenia 2.157 habitants. Limita al nord amb Tourmignies i Mérignies, a l'est amb Bersée, al sud-est amb Faumont, al sud-oest amb Moncheaux, a l'oest amb Thumeries i al nord-oest amb Attiches.

## Demografia
| 1962                                       | 1968  | 1975  | 1982  | 1990  | 1999  | 2006  |
| ------------------------------------------ | ----- | ----- | ----- | ----- | ----- | ----- |
| 1.875                                      | 1.921 | 1.962 | 2.180 | 2.064 | 2.054 | 2.157 |
| Des de 1962: població sense dobles comptes |       |       |       |       |       |       |

## Administració
| Període   | Identitat           | Partit |
| --------- | ------------------- | ------ |
| 2001-2008 | Jean-Claude Marquis | PS     |
| 2008-     | Bernard Boidin      |        |